# ۹۲۳ (خورشیدی)
۹۲۳ نهصد و بیست و سومین سال هجری خورشیدی است.